# Region Cuzco
Region Cuzco – jeden z 25 regionów w Peru. Stolicą jest Cuzco, dawna stolica Imperium Inków.

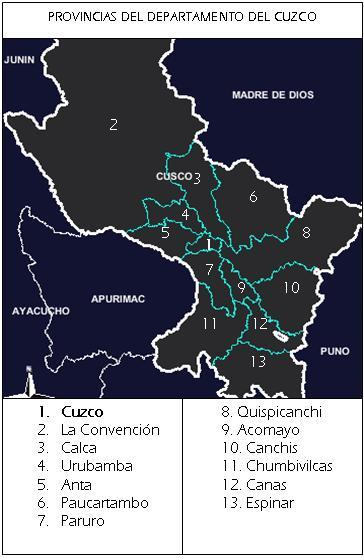
Prowincje regionu Cuzco

## Podział administracyjny regionu
Region Cuzco podzielony jest na 13 prowincji, które obejmują 108 dystrykty.
| Prowincja     | Stolica prowincji | Liczba dystryktów | UBIGEO |
| ------------- | ----------------- | ----------------- | ------ |
| Cuzco         | Cuzco             | 8                 | 0801   |
| Acomayo       | Acomayo           | 7                 | 0802   |
| Anta          | Anta              | 9                 | 0803   |
| Calca         | Calca             | 8                 | 0804   |
| Canas         | Yanaoca           | 8                 | 0805   |
| Canchis       | Sicuani           | 8                 | 0806   |
| Chumbivilcas  | Santo Tomás       | 8                 | 0807   |
| Espinar       | Yauri             | 8                 | 0808   |
| La Convención | Quillabamba       | 10                | 0809   |
| Paruro        | Paruro            | 9                 | 0810   |
| Paucartambo   | Paucartambo       | 6                 | 0811   |
| Quispicanchi  | Urcos             | 12                | 0812   |
| Urubamba      | Urubamba          | 7                 | 0813   |